# North Hills (Virgínia de l'Oest)
North Hills és una població dels Estats Units a l'estat de Virgínia de l'Oest. Segons el cens del 2000 tenia 880 habitants.

## Demografia
Segons el cens del 2000, North Hills tenia 880 habitants, 294 habitatges, i 264 famílies. La densitat de població era de 617,8 habitants per km².
Dels 294 habitatges en un 44,2% hi vivien nens de menys de 18 anys, en un 85,4% hi vivien parelles casades, en un 3,7% dones solteres, i en un 9,9% no eren unitats familiars. En el 8,5% dels habitatges hi vivien persones soles el 3,7% de les quals corresponia a persones de 65 anys o més que vivien soles. El nombre mitjà de persones vivint en cada habitatge era de 2,99 i el nombre mitjà de persones que vivien en cada família era de 3,16.
Per edats la població es repartia de la següent manera: un 30,3% tenia menys de 18 anys, un 4,2% entre 18 i 24, un 22,4% entre 25 i 44, un 33,3% de 45 a 60 i un 9,8% 65 anys o més.
L'edat mediana era de 41 anys. Per cada 100 dones de 18 o més anys hi havia 97,7 homes.
La renda mediana per habitatge era de 83.659 $ i la renda mediana per família de 85.768 $. Els homes tenien una renda mediana de 71.944 $ mentre que les dones 33.125 $. La renda per capita de la població era de 31.862 $. Entorn de l'1,8% de les famílies i el 2,5% de la població estaven per davall del llindar de pobresa.

## Poblacions més properes
El següent diagrama mostra les poblacions més properes.